# Sumitomo Life Insurance

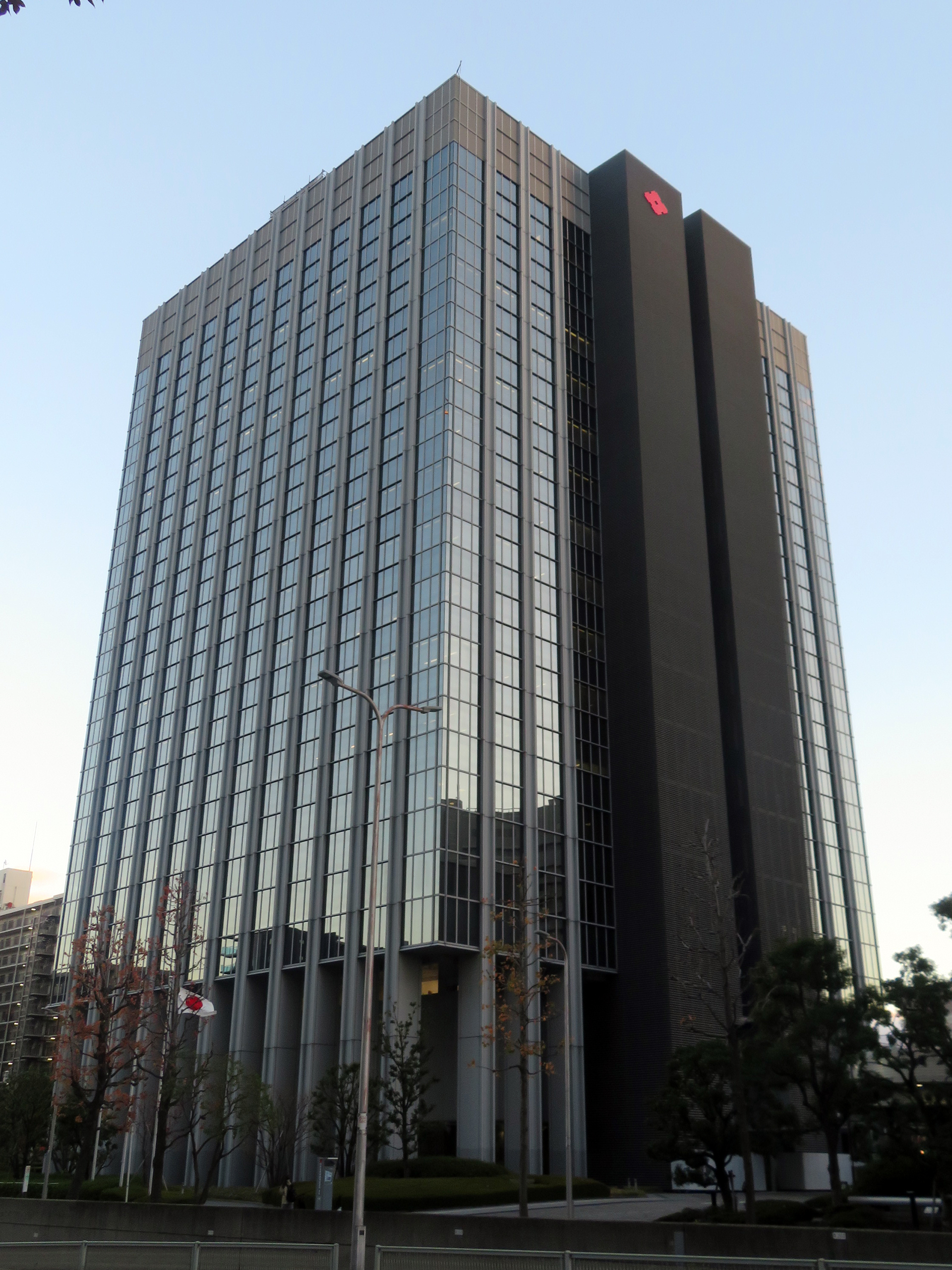
Firmensitz von Sumitomo Life Insurance Company im Chūō-ku, Osaka

Sumitomo Life Insurance Company (engl.; kurz: Sumitomo Life; jap. 住友生命保険相互会社, Sumitomo Seimei Hoken Sōgo-gaisha) ist ein japanisches Unternehmen mit Firmensitz in Osaka.
Das Unternehmen bietet Versicherungen verschiedener Art für seine Kunden an. Das Versicherungsunternehmen gehört zur Sumitomo Group.

## Geschichte
Das Unternehmen wurde 1907 unter dem Namen The Hinode Life Insurance Company gegründet. 1925 übernahm die Sumitomo Group das Management und ein Jahr später firmierte das Unternehmen in Sumitomo Life Insurance Company um.
1986 eröffnete die Tochterfirma Sumitomo Life Insurance Agency America Büros in New York und Los Angeles.
Sumitomo Life Insurance war die erste japanische Versicherung, die eine Pflegeversicherung anbot (1999).
2011 wurde bekannt, dass Sumitomo Life Insurance beabsichtigt, auf den indischen Markt zu expandieren.

## Bedeutung
Sumitomo Life Insurance ist, neben Nippon Life, eine der größten japanischen Lebensversicherungsgesellschaften mit einem Umsatz von über 40 Mrd. US-Dollar im Jahr. Sie bietet ihre Produkte in Asien, Nordamerika und Europa an. Über 40.000 Angestellte arbeiten in ca. 80 Filialen und 2.000 Zweigstellen.

## Produkte
Das Unternehmen bietet individuelle Lebensversicherungen an, die neben einer Auszahlung im Todesfall auch andere Versicherungsprodukte einschließen können, z. B. Kranken-, Pflege- und Unfallversicherung, Absicherung bei spezifischen Erkrankungen und Therapien, jährliche Renten im Krankheitsfall etc. Darüber hinaus berät es Firmen beim Aufbau einer betrieblichen Krankenversicherung.